# Enicospilus sesamiae
Enicospilus sesamiae är en stekelart som beskrevs av Delobel 1974. Enicospilus sesamiae ingår i släktet Enicospilus och familjen brokparasitsteklar. Inga underarter finns listade i Catalogue of Life.